# جرايام أونز
جرايام أونز (بالإنجليزية: Graeme Owens)‏، من مواليد 1 مايو 1988 في نورثمبرلاند في إنجلترا، لاعب كرة قدم إنجليزي.
بدأ مسيرته الكروية مع نادي ميدلزبره في عام 2007، وهو يلعب معهم حتى الآن.

## روابط خارجية
- جرايام أونز على موقع قاعدة بيانات كرة القدم.إي يو (الإنجليزية)
- جرايام أونز على موقع Soccerbase.com (لاعب) (الإنجليزية)